# Кубок IBU
Кубок IBU (також — Відкритий Кубок Європи, до сезону 2007/2008 включно називався Кубок Європи з біатлону) — серія континентальних біатлонних змагань у чоловіків та жінок, що проводяться під егідою Міжнародного союзу біатлоністів (IBU).
Змагання відкриті — крім власне європейців, в них беруть участь спортсмени з Казахстану, Канади, США та інших країн.